# Ben McLemore
Ben Edward McLemore III (ur. 11 lutego 1993 w St. Louis) – amerykański koszykarz, występujący na pozycji rzucającego obrońca, od 2023 zawodnik AEK-u Ateny.
7 lipca 2017 podpisał wieloletni kontrakt z Memphis Grizzlies.
17 lipca 2018 został wysłany do Sacramento Kings wraz z Deyontą Davisem, wyborem II rundy draftu 2021 oraz zobowiązaniami gotówkowymi w zamian za Garretta Temple. 7 lutego 2019 został zwolniony. 23 lipca został zawodnikiem Houston Rockets. 3 kwietnia 2021 opuścił klub. 6  kwietnia zawarł umowę do końca sezonu z Los Angeles Lakers. 5 sierpnia 2021 został zawodnikiem Portland Trail Blazers.
6 sierpnia 2023 dołączył do greckiego AEK-u Ateny.

## Osiągnięcia
Stan na 25 października 2023, na podstawie, o ile nie zaznaczono inaczej.
NCAA
- Zaliczony do:
  - II składu All-American  (2013)
  - I składu:
    - Big 12 (2013)
    - debiutantów Big 12 (2013)
    - turnieju CBE Classic (2013)

NBA
- Uczestnik konkursu wsadów (2014)
- Debiutant miesiąca konferencji zachodniej (listopad 2013)
- Zwycięzca ligi letniej NBA w Las Vegas z Sacramento Kings (2014)